# Puig Cubell (Montagut i Oix)
El Puig Cubell és una muntanya de 572 metres que es troba al municipi de Montagut i Oix, a la comarca catalana de la Garrotxa.